# Lotte Pinoy
Lotte Pinoy (1976) is een Vlaamse actrice die zowel in theater- als in televisieproducties is te zien. Ze speelt sinds 1994 in theaterproducties en heeft ook met verschillende gezelschappen opgetreden.
Ze is de dochter van actrice Marijke Pinoy. Ze heeft twee kinderen.

## Filmografie
- Springen (1985) - als Ansje
- Elias of het gevecht met de nachtegalen (1991) – als Hermine
- Aan zee (1993)
- Wat nu weer?! (1997) - als Hannah
- Flikken (2001) - als Kristel Daems
- Dennis (2003) - als stagiaire
- Koffie verkeerd (2003)
- Zien (2003) - als verpleegster
- Rupel (2004) - als Lana Vermeersch
- De Wet volgens Milo (2005) - als Anne Katrien
- Geknipt voor de show (2005) – als Lotte
- Sara (2007-2008) - als Helena de Lannoy
- Aspe (2008) - als Suzy Terryn
- De Smaak van De Keyser (2008-2009) - als de jonge Martine Reeckmans
- Click-ID (2009-2010) - als Nathalie Verdonck
- Los zand (2009) - als Sylvia Borms
- Wolf (2010) - als Lena Gerard
- Witse (2011) - als Patrice De Sutter
- Rang 1 (2011) - als Rebecca Sterckx
- Tot altijd (2012) - als Lynn
- Allez, Eddy! (2012) - als Juliette
- Wolven (2012-2013) - als Lena Gerard
- Binnenstebuiten (2013-2014) - als seksuoloog Els Rombouts
- Aspe (2014) - als Tine De Donder
- Trollie (2015) - als moeder van Sellie
- Coppers (2016) - als hoofdinspecteur Sofie Jacobs
- Nachtwacht (2016) - als demon Lilith
- Frankie (2016) - als Iris
- 13 Geboden (2018) - als Karen Loenders
- Assisen (2024) - als Freya Michielsen
- Onder Vuur (2024) - als gynaecologe

## Theater
- Azen met HETPALEIS (2014) als acteur
- Klein verhaal over liefde met Larf! (2004-2007) als acteur
- De kersentuin met KVS (2005-2007) als acteur
- Calypso met Kopergietery (2002-2006) als acteur
- De fijnste dagen van het jaar met HETPALEIS (2004-2005) als acteur
- 't IJlland met Publiekstheater en Kopergietery (2003-2004) als acteur
- Noach met Larf! en Dommelhof (2003-2004) als coach
- Muzungu met Larf! (2003-2004) als coach
- Belegerd bed met Raamtheater (2003-2004) als acteur
- Zo groot, zo klein met Larf! en CC De Kern (2002-2003) concept + spelbegeleiding
- Ikke en Dido met Larf! en Stedelijk Museum voor Actuele Kunst (2002-2003) als spelbegeleidster
- Slijk met Santé publiek en Rataplan vzw (2000-2002) als acteur
- De Blauwe Koning met Rataplan vzw en Santé publiek (2001-2002) als acteur
- Alleen. Alleen. met Speelteater Gent (1994-1997) als danser
- Hendrik IV met Theater Zuidpool (1995-1996) als acteur
- Maanlicht met Arca(1994-1995) als acteur

- International Standard Name Identifier: 0000 0004 0815 2607
- Library of Congress Control Number: no2013057099
- Virtual International Authority File: 300690758
- WorldCat: E39PBJjCJVRk3yrT4x8fF3yfMP